# Charles Antenen
Charles Antenen (La Chaux-de-Fonds, 3 novembre 1929 – Les Bayards, 20 maggio 2000) è stato un calciatore svizzero, di ruolo attaccante.

## Biografia
Antenen muore a Les Bayards nel 2000, all'età di 71 anni.

## Carriera

### Club
Antenen comincia a giocare a calcio nel 1941 nelle giovanili del La Chaux-de-Fonds, la squadra della sua città natale. Entra in prima squadra nel 1945. Nel 1948 vince il suo primo trofeo, la coppa Svizzera, sconfiggendo il Grenchen 4-0 con una sua doppietta alla terza ripetizione della finale, dopo che le prime due partite erano terminate 2-2 dopo i tempi supplementari. Rivince la Coppa di Svizzera nel 1951. Nella stagione 1952-1953 si trasferisce al Losanna, dove rimane per una sola stagione nella quale termina il campionato in settima posizione, dietro allo Chaux-de-Fonds.
Nel 1953-1954 ritorna allo Chaux-de-Fonds e vince il suo primo campionato con lo Chaux-de-Fonds che supera il Grasshoppers per un solo punto, vince poi anche la Coppa di Svizzera, riuscendo a centrare il Double. La stagione successiva vince ancora il campionato e la coppa di Svizzera. Nel 1957 vince la sua quinta coppa di Svizzera, torneo che poi rivince anche nel 1961. Nel 1963-1964 vince per la terza volta il campionato svizzero.

### Nazionale
Antenen fa il suo debutto con la Svizzera il 20 giugno 1948 in una partita contro la Spagna terminata 3-3. Nel 1950 viene convocato per i mondiali in Brasile, nei quali segna due reti, contro la Jugoslavia e contro il Messico. L'11 novembre 1953 segna una tripletta nella partita contro la Francia terminata 4-2. Viene convocato anche per i mondiali del 1954, disputati in Svizzera. Nel 1961 segna il gol decisivo per permettere alla Svizzera di qualificarsi per i mondiali del 1962, per i quali viene poi convocato. In totale vanta 56 presenze e 22 reti con la nazionale svizzera..

## Palmarès

### Club
- Coppa Svizzera: 6

La Chaux-de-Fonds: 1947-1948; 1950-1951; 1953-1954; 1954-1955; 1956-1957; 1960-1961
- Campionato svizzero: 3

La-Chaux-de-Fonds 1953-1954; 1954-1955; 1963-1964

### Individuale
- Pallone d'oro:

1961: 35º